# 八尾善治郎
八尾 善治郎（やお ぜんじろう、1885年（明治18年）11月19日 - 没年不明）は、日本の実業家。兵庫運河、駒ヶ林魚類定市場、ナショナルタイヤー各取締役。族籍は兵庫県平民。

## 経歴
兵庫県出身。八尾善四郎の長男。父・善四郎の遺業を継ぎ兵庫運河株式会社を経営し、1919年に神戸市に譲渡する。

## 人物
住所は神戸市林田区駒ヶ林町三丁目。

## 家族・親族
八尾家
- 父・善四郎（兵庫運河建設の功労者[5]、兵庫運河社長、駒ヶ林魚類定市場取締役）
- 妻[4]
- 長女[4]

親戚
- 甥・八尾清蔵（兵庫県会議員）[1]